# Lastours
Lastours – miejscowość i gmina we Francji, w regionie Oksytania, w departamencie Aude. Przez miejscowość przepływa rzeka Orbiel.
Według danych na rok 1990 gminę zamieszkiwało 159 osób, a gęstość zaludnienia wynosiła 57 osób/km² (wśród 1545 gmin Langwedocji-Roussillon Lastours plasuje się na 747. miejscu pod względem liczby ludności, natomiast pod względem powierzchni na miejscu 1094.).

## Zabytki
Zabytki w miejscowości posiadające status Monument historique:
- zamek la Caunette (Château de la Caunette)
- kompleks zamków w Lastours (Châteaux de Lastours)